# Glochidion kopiaginis
Glochidion kopiaginis är en emblikaväxtart som beskrevs av Airy Shaw. Glochidion kopiaginis ingår i släktet Glochidion och familjen emblikaväxter. Inga underarter finns listade i Catalogue of Life.